# Ляхницкий, Николай Яковлевич
Никола́й Я́ковлевич Ляхни́цкий (1871—после 1925) — присяжный поверенный, член Государственной думы III созыва от Ставропольской губернии.

## Биография
Православный. Отец ставропольский мещанин Яков Ляхницкий. Николай — выпускник Ставропольской гимназии. Студент юридического факультета Санкт-Петербургского университета.  Во время учёбы в университете состоял в Петербургском литературном обществе. Окончил университет в 1897 году с дипломом 1-й степени и званием кандидат права. После этого отбывал воинскую повинность в Киевском одногодичном военном училище. Прослужив 5 месяцев в Майкопском резервном батальоне в городе Ставрополе, вышел в запас в чине поручика, по другим, вероятно, ошибочным сведениям в чине подпоручика. 31 января 1898 года зачислен по прошению на службу в Окружной суд помощником присяжного поверенного Д. И. Евсеева. Не позднее 1904 года — присяжный поверенный, годовой заработок достигал 4—6 тысяч рублей. В 1904 году, во время русско-японской войны,  мобилизован на военную службу. Службу проходил в крепости Карс. В 1906 году уволился в запас и вернулся к адвокатской практике. Юрисконсульт города Ставрополя. Принял участие в избирательных кампаниях в I и II Думы в качестве председателя предвыборных собраний. В момент выборов в Думу (октябрь 1907 года) в  политических партиях не состоял.

### В Государственной Думе
14 октября 1907 года был избран в Государственную думу III созыва от общего состава выборщиков Ставропольского губернского избирательного собрания.  Вошёл в состав Трудовой группы, товарищ председателя её бюро. Состоял членом думских комиссий по исполнению государственной росписи доходов и расходов, по запросам, о неприкосновенности личности, для рассмотрения нового законопроекта о неприкосновенности личности, по судебным реформам, бюджетной, по местному самоуправлению, по направлению законодательных предположений. Поставил свою подпись под следующими законопроектами: «О введения земства в Сибири», «Об учреждении в Ростове-на-Дону окружного суда», «Правила приёма в высшие учебные заведения», «О введении в Архангельской губернии земского самоуправления», «О изменении городского избирательного закона», «Об отмене смертной казни».
В сентябре 1911 года депутат Думы Ляхницкий посетил село Благодарное Ставропольской губернии. Там он сделал в местной чайной доклад перед собравшимися крестьянами о проекте введения на Ставрополье земства. После этого выступил с сообщением на торжественном открытии частной прогимназии.

### После Думы
После окончания думских полномочий Ляхницкий продолжил службу присяжным поверенным в Ставропольском окружном суде, занимался благотворительной поддержкой сиротских домов, был заметным политическим и общественным деятелем Ставропольской губернии.
Присяжный поверенный Н. Я. Ляхницкий, как депутат от г. Ставрополя, в 1913-1914 годах участвовал в учреждении Мирового Суда на Северном Кавказе, восстановленного по закону от 1912 года.
В 1914 году  мобилизован в Государственное ополчение и зачислен в 598-ю пешую Ставропольскую дружину, где служил этапным комендантом на Турецком фронте.
13 июля 1917 года энэс Ляхницкий участвовал и дважды выступал в совещании Ставропольского губернского комитета общественной безопасности, на котором был рассмотрен вопрос «О мерах борьбы с возможной паникой и разрухой».
Во время гражданской войны воевал на стороне Вооруженных сил Юга России. Взят в плен, в 1920 году находился в заключении. После проверки в Ставропольском особом отделе освобождён. В том же 1920-м году избран Профсоюзами членом коллегии Ставропольской губернской Юстиции (Губюста) и народным судей.  Позднее следователь дознания при Ставропольском Губернском Трибунале, затем избран членом Коллегии защитников. Весной 1922 года оставался на особом учёте в Ставропольском городском военном комиссариате как бывший белогвардеец.
С 16 июля 1925 года работал заведующим инструкторским отделом Ставропольского окружного исполкома Совета рабочих, крестьянских и красноармейских депутатов Северо-Кавказского края. 11 ноября 1925 года уволился по состоянию здоровья.

## Семья
- Жена —  Людмила Григорьевна Захарова (1880—1934), учительница во  2-й девятилетке в Ставрополе (1925), дочь портного Григория Захарова и Екатерины Тюлли, дочери французского врача, осевшего в России после войны 1812 года[9]. 
  - Дочь — Надежда Николаевна Ляхницкая (?—?[10])
- Брат — Василий, владелец фотографического ателье[1].
- Сестра — Софья, классная надзирательница в Ольгинской женской гимназии Ставрополя[1].
- Сестра — Елена[11]

## Адреса
- 1925 — Ставрополь, Комсомольская улица, дом № 6[9].

### Архивы
- Государственный архив новейшей истории Костромской области, Фонд 383. Опись 1. Дело 15. Лист 2;  Опись 3. Дело 4. Лист 4, 18;
- Российский государственный исторический архив. Фонд 1278. Опись 9 Дело 325; Дело 768.